# Wolfgang Schild (Rechtshistoriker)
Wolfgang Schild (* 2. November 1946 in Wien) ist ein österreichischer Jurist und Rechtshistoriker.

## Leben
Nach der Promotion 1968 in Wien und der Habilitation in München 1977 wurde er 1977 Professor an der Universität Bielefeld, wo er den Lehrstuhl für Strafrecht, Strafprozessrecht, Strafrechtsgeschichte und Rechtsphilosophie bekleidete und bis heute (2024) als Emeritus tätig ist.
Neben fachjuristischen Publikationen (z. B. Mitarbeit am NOMOS-Kommentar zum Strafgesetzbuch, Monographie zum Sportstrafrecht) ist Schild mit einer Reihe von rechtshistorischen Publikationen hervorgetreten (darunter zahlreiche Beiträge im Handwörterbuch zur deutschen Rechtsgeschichte), die oft Themen der Hexenforschung behandelten. Schild gilt als Spezialist der Hexen-Ikonographie. Er ist Mitglied des „Arbeitskreises für Interdisziplinäre Hexenforschung“ und Mitherausgeber der seit 1995 erscheinenden Buchreihe Hexenforschung.
Am bekanntesten wurde sein 1980 erschienenes Buch „Alte Gerichtsbarkeit“ zur deutschen Strafrechtsgeschichte, das mehrere Auflagen erlebte. Als wissenschaftlicher Berater des Rothenburger Mittelalterlichen Kriminalmuseums wirkte er an der Konzeption der dortigen Dauerausstellung mit und legte Broschüren beispielsweise zur Eisernen Jungfrau vor.
Als Rechtsphilosoph, der auch spekulative Gedankengänge nicht scheut, ist Schild stark vom Denken Hegels beeinflusst, dem er etliche seiner Publikationen gewidmet hat. Die Liebe zur Musik Richard Wagners schlug sich ebenfalls in einer ganzen Reihe von Studien nieder.

## Veröffentlichungen (Auswahl)
- Scharfrichter. In: Christoph Hinckeldey (Hrsg.): Justiz in alter Zeit (= Schriftenreihe des Mittelalterlichen Kriminalmuseums Rothenburg o.d.T. Band VIc). Rothenburg o.d.T. 1989, S. 279–287.
- Bilder von Recht und Gerechtigkeit. Köln 1995, ISBN 3-7701-3495-8.
- Folter, Pranger, Scheiterhaufen. Bassermann Verlag, München 2010, ISBN 978-3-8094-8010-5.[2]
- Staat und Recht im Denken Richard Wagners. Richard Boorbeck Verlag, Stuttgart usw. 1994, ISBN 3-415-02020-7.
- Anerkennung: Interdisziplinäre Dimensionen eines Begriffs. Königshausen & Neumann, Würzburg 2000, ISBN 978-3-8260-1905-0.
- Tatherrschaftslehren.  Peter Lang, 2009, ISBN 978-3-631-58710-2.
- Verwirrende Rechtsbelehrung: Zu Ferdinand von Schirachs „Terror“.  Lit Verlag, 2016, ISBN 978-3-643-13481-3.